# Галиано
„Галиано“ (на английски: Galliano) е британска музикална група, съществувала от 1988 до 1997 година.
Тя е първото попълнение в лейбъла Есид Джаз, ръководен от Еди Пилър и Джилс Питърсън. Отначало в нея свирят Роб Галагър (вокали – цитиран като Роберто Галиано), Константин Уиър (вокали), Майкъл Снейт, и Криспин Робинсън (перкусии). Други значими членове са Валери Етиен, участващ в продуцирането на всички албуми, заедно с други музиканти като Мик Талбот (клавирни), Ърни Маккоун (бас китара), Марк Вандергухт (китара) и Стив Амиди, известен още като „Ънкъл Биг Мен“ (танци).
Първият сингъл на групата е преработка на Freddie's Dead на Къртис Мейфийлд, наречена Frederick Lies Still и пусната през юни 1988 г. Тя е първият запис, който е лансиран от фирмата Есид Джаз.
Един от най-големите успехи е албумът The Plot Thickens, който застава на седма позиция в Британската класация за албуми.
Галиано осигуряват песента във филма от 1997 г. на Кевин Рейнолдс, One Eight Seven, със Самюъл Джаксън в една от ролите. Песента Slack Hands също се появява на албума от 1996 г., наречен „:4“.
През 1997 г. Галагър разформирова групата и се посвещава на други музикални проекти, като Ту Бенкс Оф Фор и Ърл Зингър (реге певец).